# Sympycnus longipes
Sympycnus longipes är en tvåvingeart som beskrevs av Van Duzee 1929. Sympycnus longipes ingår i släktet Sympycnus och familjen styltflugor. Inga underarter finns listade i Catalogue of Life.